# Comuna Milcoiu, Vâlcea
Milcoiu este o comună în județul Vâlcea, Muntenia, România, formată din satele Căzănești, Ciutești, Izbășești, Milcoiu (reședința), Șuricaru și Tepșenari. Se învecinează cu comuna Budești la vest.

## Demografie
Componența etnică a comunei Milcoiu
     Români (88,73%)
     Alte etnii (0,18%)
     Necunoscută (11,08%)
Componența confesională a comunei Milcoiu
     Ortodocși (85,69%)
     Adventiști (1,75%)
     Alte religii (0,92%)
     Necunoscută (11,63%)
Conform recensământului efectuat în 2021, populația comunei Milcoiu se ridică la 1.083 de locuitori, în scădere față de recensământul anterior din 2011, când fuseseră înregistrați 1.265 de locuitori. Majoritatea locuitorilor sunt români (88,73%), iar pentru 11,08% nu se cunoaște apartenența etnică. Din punct de vedere confesional, majoritatea locuitorilor sunt ortodocși (85,69%), cu o minoritate de adventiști (1,75%), iar pentru 11,63% nu se cunoaște apartenența confesională.

## Politică și administrație
Comuna Milcoiu este administrată de un primar și un consiliu local compus din 9 consilieri. Primarul, Gheorghe-Daniel Mușat[*], de la Partidul Social Democrat, este în funcție din 2008. Începând cu alegerile locale din 2024, consiliul local are următoarea componență pe partide politice:
|  | Partid                          | Consilieri | Componența Consiliului | Componența Consiliului | Componența Consiliului | Componența Consiliului | Componența Consiliului |
|  | ------------------------------- | ---------- | ---------------------- | ---------------------- | ---------------------- | ---------------------- | ---------------------- |
|  | Partidul Social Democrat        | 5          |                        |                        |                        |                        |                        |
|  | Partidul Național Liberal       | 2          |                        |                        |                        |                        |                        |
|  | Alianța pentru Unirea Românilor | 2          |                        |                        |                        |                        |                        |